# Élections régionales de 2015 à Tanger-Tétouan-Al Hoceïma
 (août 2017).
Si vous disposez d'ouvrages ou d'articles de référence ou si vous connaissez des sites web de qualité traitant du thème abordé ici, merci de compléter l'article en donnant les références utiles à sa vérifiabilité et en les liant à la section « Notes et références ».

Carte de la future région.

Les élections régionales à Tanger-Tétouan-Al Hoceïma se déroulent le 4 septembre 2015.

## Résultats

### Global
| Parti       | Parti                                                       | Suffrage  | Suffrage | Sièges | Sièges |
| Parti       | Parti                                                       | #         | %        | #      | %      |
| ----------- | ----------------------------------------------------------- | --------- | -------- | ------ | ------ |
|             | Parti authenticité et modernité (PAM)                       | 165 718   | 25,42    | 18     | 28,57  |
|             | Parti de la justice et du développement (PJD)               | 144 606   | 22,18    | 16     | 25,40  |
|             | Parti de l'Istiqlal (PI)                                    | 88 141    | 13,52    | 7      | 11,11  |
|             | Rassemblement national des indépendants (RNI)               | 77 060    | 11,82    | 8      | 12,70  |
|             | Union socialiste des forces populaires (USFP)               | 49 947    | 7,66     | 4      | 6,35   |
|             | Mouvement populaire (MP)                                    | 49 103    | 7,53     | 4      | 6,35   |
|             | Parti du progrès et du socialisme (PPS)                     | 35 719    | 5,48     | 4      | 6,35   |
|             | Union constitutionnelle (UC)                                | 29 244    | 4,49     | 2      | 3,17   |
|             | Parti de l'environnement et du développement durable (PEDD) | 2 720     | 0,42     |        |        |
|             | Parti Al Ahd Addimocrati (AHD)                              | 2 592     | 0,40     |        |        |
|             | Fédération de la gauche démocratique (FGD)                  | 2 263     | 0,35     |        |        |
|             | Parti de la liberté et de la justice sociale (PLJS)         | 1 636     | 0,25     |        |        |
|             | Front des forces démocratiques (FFD)                        | 1 330     | 0,20     |        |        |
|             | Parti de la renaissance et de la vertu (PRV)                | 1 318     | 0,20     |        |        |
|             | Parti de la Réforme et du développement (PRD)               | 397       | 0,06     |        |        |
|             | Parti des néo-démocrates (PND)                              | 210       | 0,03     |        |        |
|             |                                                             |           |          |        |        |
| Inscrits    | Inscrits                                                    | 1 263 819 | 100,00   |        |        |
| Abstentions | Abstentions                                                 | 611 815   | 48,41    |        |        |
| Exprimés    | Exprimés                                                    | 652 004   | 51,59    |        |        |

### Par préfecture et province

Partis en tête dans les différentes provinces

#### Chefchaouen
| Parti       | Parti                                               | Suffrage | Suffrage | Sièges | Sièges |
| Parti       | Parti                                               | #        | %        | #      | %      |
| ----------- | --------------------------------------------------- | -------- | -------- | ------ | ------ |
|             | Parti authenticité et modernité (PAM)               | 21 588   | 21,42    | 2      | 25,00  |
|             | Parti de l'Istiqlal (PI)                            | 19 534   | 19,38    | 2      | 25,00  |
|             | Parti de la justice et du développement (PJD)       | 16 053   | 15,92    | 2      | 25,00  |
|             | Rassemblement national des indépendants (RNI)       | 14 416   | 14,30    | 1      | 12,50  |
|             | Union socialiste des forces populaires (USFP)       | 12 628   | 12,53    |        |        |
|             | Mouvement populaire (MP)                            | 7 305    | 7,25     |        |        |
|             | Union constitutionnelle (UC)                        | 3 875    | 3,84     |        |        |
|             | Parti du progrès et du socialisme (PPS)             | 3 169    | 3,14     |        |        |
|             | Parti de la liberté et de la justice sociale (PLJS) | 1 636    | 1,62     |        |        |
|             | Fédération de la gauche démocratique (FGD)          | 601      | 0,60     |        |        |
|             |                                                     |          |          |        |        |
| Inscrits    | Inscrits                                            | 173 699  | 100,00   |        |        |
| Abstentions | Abstentions                                         | 64 894   | 37,36    |        |        |
| Exprimés    | Exprimés                                            | 108 805  | 62,64    |        |        |

#### Fahs-Anjra
| Parti       | Parti                                         | Suffrage | Suffrage | Sièges | Sièges |
| Parti       | Parti                                         | #        | %        | #      | %      |
| ----------- | --------------------------------------------- | -------- | -------- | ------ | ------ |
|             | Parti authenticité et modernité (PAM)         | 9 752    | 38,87    | 2      | 40,00  |
|             | Parti de la justice et du développement (PJD) | 7 437    | 29,64    | 2      | 40,00  |
|             | Rassemblement national des indépendants (RNI) | 6 931    | 27,63    | 1      | 20,00  |
|             | Parti de l'Istiqlal (PI)                      | 969      | 3,86     |        |        |
|             |                                               |          |          |        |        |
| Inscrits    | Inscrits                                      | 35 527   | 100,00   |        |        |
| Abstentions | Abstentions                                   | 10 438   | 29,38    |        |        |
| Exprimés    | Exprimés                                      | 25 089   | 70,62    |        |        |

#### Larache
| Parti       | Parti                                                       | Suffrage | Suffrage | Sièges | Sièges |
| Parti       | Parti                                                       | #        | %        | #      | %      |
| ----------- | ----------------------------------------------------------- | -------- | -------- | ------ | ------ |
|             | Parti de la justice et du développement (PJD)               | 18 716   | 18,63    | 2      | 25,00  |
|             | Mouvement populaire (MP)                                    | 17 956   | 17,88    | 2      | 25,00  |
|             | Parti authenticité et modernité (PAM)                       | 15 437   | 15,37    | 2      | 25,00  |
|             | Parti de l'Istiqlal (PI)                                    | 14 659   | 14,59    | 1      | 12,50  |
|             | Rassemblement national des indépendants (RNI)               | 7 238    | 7,20     | 1      | 12,50  |
|             | Union socialiste des forces populaires (USFP)               | 6 869    | 6,84     |        |        |
|             | Union constitutionnelle (UC)                                | 5 941    | 5,92     |        |        |
|             | Parti du progrès et du socialisme (PPS)                     | 2 915    | 2,90     |        |        |
|             | Parti de l'environnement et du développement durable (PEDD) | 2 720    | 2,71     |        |        |
|             | Fédération de la gauche démocratique (FGD)                  | 1 022    | 1,02     |        |        |
|             | Parti de la Réforme et du développement (PRD)               | 397      | 0,40     |        |        |
|             |                                                             |          |          |        |        |
| Inscrits    | Inscrits                                                    | 183 627  | 100,00   |        |        |
| Abstentions | Abstentions                                                 | 89 757   | 48,88    |        |        |
| Exprimés    | Exprimés                                                    | 93 870   | 51,12    |        |        |

#### Ouezzane
| Parti       | Parti                                         | Suffrage | Suffrage | Sièges | Sièges |
| Parti       | Parti                                         | #        | %        | #      | %      |
| ----------- | --------------------------------------------- | -------- | -------- | ------ | ------ |
|             | Parti authenticité et modernité (PAM)         | 26 914   | 25,42    | 2      | 28,57  |
|             | Parti de l'Istiqlal (PI)                      | 17 389   | 13,52    | 2      | 11,11  |
|             | Parti de la justice et du développement (PJD) | 14 143   | 22,18    | 1      | 25,40  |
|             | Union socialiste des forces populaires (USFP) | 7 932    | 7,66     | 1      | 6,35   |
|             | Parti du progrès et du socialisme (PPS)       | 5 247    | 5,48     |        |        |
|             | Rassemblement national des indépendants (RNI) | 5 241    | 11,82    |        |        |
|             | Union constitutionnelle (UC)                  | 4 458    | 4,49     |        |        |
|             | Mouvement populaire (MP)                      | 3 265    | 7,53     |        |        |
|             |                                               |          |          |        |        |
| Inscrits    | Inscrits                                      | 123 831  | 100,00   |        |        |
| Abstentions | Abstentions                                   | 39 242   | 31,69    |        |        |
| Exprimés    | Exprimés                                      | 84 589   | 68,31    |        |        |

#### Tétouan
| Parti       | Parti                                         | Suffrage | Suffrage | Sièges | Sièges |
| Parti       | Parti                                         | #        | %        | #      | %      |
| ----------- | --------------------------------------------- | -------- | -------- | ------ | ------ |
|             | Rassemblement national des indépendants (RNI) | 10 858   | 27,66    | 3      | 33,33  |
|             | Parti de la justice et du développement (PJD) | 21 549   | 25,70    | 2      | 22,22  |
|             | Parti du progrès et du socialisme (PPS)       | 13 525   | 16,13    | 2      | 22,22  |
|             | Parti authenticité et modernité (PAM)         | 10 858   | 12,95    | 1      | 11,11  |
|             | Union socialiste des forces populaires (USFP) | 8 483    | 10,12    | 1      | 11,11  |
|             | Parti de l'Istiqlal (PI)                      | 5 442    | 6,49     |        |        |
|             | Mouvement populaire (MP)                      | 808      | 0,96     |        |        |
|             |                                               |          |          |        |        |
| Inscrits    | Inscrits                                      | 204 049  | 100,00   |        |        |
| Abstentions | Abstentions                                   | 120 185  | 58,90    |        |        |
| Exprimés    | Exprimés                                      | 83 864   | 41,10    |        |        |

#### M'diq-Fnideq
| Parti       | Parti                                         | Suffrage | Suffrage | Sièges | Sièges |
| Parti       | Parti                                         | #        | %        | #      | %      |
| ----------- | --------------------------------------------- | -------- | -------- | ------ | ------ |
|             | Parti du progrès et du socialisme (PPS)       | 8 991    | 23,48    | 2      | 33,33  |
|             | Parti authenticité et modernité (PAM)         | 6 506    | 16,99    | 2      | 33,33  |
|             | Mouvement populaire (MP)                      | 5 344    | 13,96    | 1      | 16,67  |
|             | Parti de la justice et du développement (PJD) | 5 241    | 13,69    | 1      | 16,67  |
|             | Rassemblement national des indépendants (RNI) | 4 724    | 12,34    |        |        |
|             | Union socialiste des forces populaires (USFP) | 2 902    | 7,58     |        |        |
|             | Union constitutionnelle (UC)                  | 2 305    | 6,02     |        |        |
|             | Parti de l'Istiqlal (PI)                      | 1 633    | 4,27     |        |        |
|             | Fédération de la gauche démocratique (FGD)    | 640      | 1,67     |        |        |
|             |                                               |          |          |        |        |
| Inscrits    | Inscrits                                      | 76 787   | 100,00   |        |        |
| Abstentions | Abstentions                                   | 38 501   | 50,14    |        |        |
| Exprimés    | Exprimés                                      | 38 286   | 49,86    |        |        |

#### Tanger-Asilah
| Parti       | Parti                                         | Suffrage | Suffrage | Sièges | Sièges |
| Parti       | Parti                                         | #        | %        | #      | %      |
| ----------- | --------------------------------------------- | -------- | -------- | ------ | ------ |
|             | Parti de la justice et du développement (PJD) | 58 345   | 46,65    | 6      | 46,15  |
|             | Parti authenticité et modernité (PAM)         | 29 776   | 23,81    | 3      | 23,08  |
|             | Rassemblement national des indépendants (RNI) | 13 671   | 10,93    | 2      | 15,38  |
|             | Union constitutionnelle (UC)                  | 12 665   | 10,10    | 2      | 15,38  |
|             | Parti de l'Istiqlal (PI)                      | 6 666    | 5,33     |        |        |
|             | Mouvement populaire (MP)                      | 1 778    | 1,42     |        |        |
|             | Union socialiste des forces populaires (USFP) | 1 640    | 1,31     |        |        |
|             | Front des forces démocratiques (FFD)          | 521      | 0,42     |        |        |
|             |                                               |          |          |        |        |
| Inscrits    | Inscrits                                      | 293 987  | 100,00   |        |        |
| Abstentions | Abstentions                                   | 168 925  | 57,46    |        |        |
| Exprimés    | Exprimés                                      | 125 062  | 42,54    |        |        |

#### Al Hoceima
| Parti       | Parti                                         | Suffrage | Suffrage | Sièges | Sièges |
| Parti       | Parti                                         | #        | %        | #      | %      |
| ----------- | --------------------------------------------- | -------- | -------- | ------ | ------ |
|             | Parti authenticité et modernité (PAM)         | 44 887   | 44,69    | 4      | 50,00  |
|             | Parti de l'Istiqlal (PI)                      | 21 849   | 21,75    | 2      | 25,00  |
|             | Mouvement populaire (MP)                      | 12 647   | 12,59    | 1      | 12,50  |
|             | Union socialiste des forces populaires (USFP) | 9 493    | 9,45     | 1      | 12,50  |
|             | Parti de la justice et du développement (PJD) | 3 122    | 3,11     |        |        |
|             | Parti Al Ahd Addimocrati (AHD)                | 2 592    | 2,58     |        |        |
|             | Parti du progrès et du socialisme (PPS)       | 1 872    | 1,86     |        |        |
|             | Rassemblement national des indépendants (RNI) | 1 640    | 1,63     |        |        |
|             | Parti de la renaissance et de la vertu (PRV)  | 1 318    | 1,31     |        |        |
|             | Front des forces démocratiques (FFD)          | 809      | 0,81     |        |        |
|             | Parti des néo-démocrates (PND)                | 210      | 0,21     |        |        |
|             |                                               |          |          |        |        |
| Inscrits    | Inscrits                                      | 182 451  | 100,00   |        |        |
| Abstentions | Abstentions                                   | 82 012   | 44,95    |        |        |
| Exprimés    | Exprimés                                      | 100 439  | 55,05    |        |        |

### Répartition des sièges
| Parti | Parti | Ouezzane | Tanger-Asilah | Chefchaouen | Tétouan | M'diq-Fnideq | Fahs-Anjra | Larache | Al Hoceima | Total |
| ----- | ----- | -------- | ------------- | ----------- | ------- | ------------ | ---------- | ------- | ---------- | ----- |
|       | PAM   | 2        | 3             | 2           | 1       | 2            | 2          | 2       | 4          | 18    |
|       | PJD   | 1        | 6             | 2           | 2       | 1            | 2          | 2       |            | 16    |
|       | RNI   |          | 2             | 1           | 3       |              | 1          | 1       |            | 8     |
|       | PI    | 2        |               | 2           |         |              |            | 1       | 2          | 7     |
|       | USFP  | 1        |               | 1           | 1       |              |            |         | 1          | 3     |
|       | PPS   |          |               |             | 2       | 2            |            | 1       |            | 5     |
|       | MP    |          |               |             |         | 1            |            | 2       | 1          | 4     |
|       | UC    |          | 2             |             |         |              |            |         |            | 2     |